# Блам!
«Блам!» (яп. ブラム!, Бураму!) — науково-фантастична манґа, створена Ніхеєм Цутому. Вона виходила у видавництві Kodansha в журналі сейнен-манґи Monthly Afternoon з 1997 по 2003 роки, розділи зібрані в десяти томах танкобон. 2003 року вийшла шестисерійна аніме адаптація у форматі ONA, з додатковим сьомим епізодом, що вийшов на DVD. Повнометражна аніме адаптація, створена студією Polygon Pictures вийшла у травні 2017 року на стримінговій платформі Netflix.

## Сюжет
Кіллі (яп. 霧亥, キリイ, Кіріі), мовчазний одинак, що володіє неймовірно потужною зброєю — гравітонним випромінювачем — блукає величезним технологічним світом під назвою Місто. Він шукає ген Мережевого терміналу, (можливо) вимерлий генетичний маркер, який дозволяє людям отримати доступ до Мережевої сфери, свого роду комп'ютеризованої мережі керування Містом. Місто — це штучна споруда величезного розміру, розділена на масивні «поверхи» майже непроникними бар'єрами, що утворюють каркас Міста — Мегаструктуру (яп. 超構造体, メガストラクチャー, чьо:ко:дзо:тай). Місто населене розрізненими племенами людей, мутантів, а також ворожими кіборгами, відомими як кремнієві життєформи. Ген мережевого терміналу є ключем до зупинки безперешкодного, хаотичного розширення Мегаструктури, а також способом зупинити знищення всього людства вбивчою ордою роботів — Сейфґардів.
Дорогою Кіллі зустрічає винахідливу науковицю Шібо (яп. シボ) та об'єднує з нею зусилля. Їхні пошуки опосередковано підтримуються Уповноваженими (яп. 統治局, то:чікьоку) — організацією, що намагається керувати Містом ізсередини Мережевої сфери і не в змозі протистояти Сейфґардам. Кіллі та Шібо зустрічають молоду дівчину на ім'я Санакан (яп. サナカン) і електрориболовів, плем'я воїнів-людей. Кібернетичні здібності Кіллі відновлюються після того, як на нього нападає Сейфґард високого рівня, який, як виявилося, замаскувався як Санакан. Коли її виявляють, вона перетворюється на свою форму Сейфґарда та атакує село електрориболовів. Кіллі та Шібо захищають електрориболовів, приводячи їх до циліндричної мегаспоруди Східноазійської важкопромислової корпорації. Тут вони зустрічають Менсаб (яп. メンサーブ), незалежний від Уповноважених штучний інтелект, та її охоронця Сеу (яп. セウ), людину. Споруда остаточно руйнується через атаки кремнієвих життєформ та Санакан, але Менсаб вдається передати Шібо зразок ДНК Сеу.
Після цього Кіллі та Шібо досягають секції Міста, що перебуває під контролем групи кремнієвих життєформ, де ці двоє допомагають парі «тимчасових Сейфґардів» на ім'я Домочевський (яп. ドモチェフスキー) та Іко (яп. イコ). Лідер кремнієвих життєформ Давін Лю Лінвеґа (яп. ダフィネ・ル・リンベガ) викрадає ДНК Сеу з метою отримати доступ до Мережевої сфери. Домочевський жертвує собою, вбиваючи Давін, проте та встигає завантажити надзвичайно потужного Сейфґарда 9-го рівня з Мережевої сфери крізь тіло Шібо. Шібо-Сейфґард знищує всю секцію Міста.
14 років потому тіло Кіллі самовідновлюється після атаки і він продовжує свою подорож. Він дізнається, що Шібо втратила пам'ять і згодом була врятована Санакан, котра тепер об'єднала сили з Уповноваженими проти решти Сейфґардів. Тіло Шібо стало виношувати «сферу» в якій розміщена її генетична інформація, змішана з генами Сеу. Урешті-решт Шібо і Санакан обоє помирають в останній сутичці з Сейфґардами, але Кіллі виживає і зберігає сферу. Штучний інтелект, що втратив тіло, на котрого натрапив Кіллі певний час до цього, переповідає подорож Кіллі невизначену кількість часу потому. Кіллі нарешті досягає межі Міста, де Сейфґарди знешкоджують його пострілом в голову, але потік води відносить його тіло за межі Міста на поверхню, де видно зорі. Там сфера починає «вилуплюватися». На останніх сторінках Кіллі знову зображено в сутичці в коридорах Міста, але тепер його супроводжує дитина у костюмі хімічного захисту.

## Медіа

### Манґа
«Блам!» була написана і проілюстрована Ніхеєм Цутому. Серія публікувалася у журналі Monthly Afternoon видавництва Kodansha з 1997 по 2003. Розділи манґи були скомпоновані у десять танкобон-томів під виданням Afternoon KC видавництва Kodansha.

#### Список томів
Видання танкобон
| №  | Дата виходу     | ISBN                                       |
| -- | --------------- | ------------------------------------------ |
| 1  | 20 червня 1998  | ISBN 4-06-314182-9                         |
| 2  | 16 грудня 1998  | ISBN 4-06-314194-2                         |
| 3  | 20 серпня 1999  | ISBN 4-06-314218-3                         |
| 4  | 21 березня 2000 | ISBN 4-06-314235-3                         |
| 5  | 20 вересня 2000 | ISBN 4-06-314251-5                         |
| 6  | 21 березня 2001 | ISBN 4-06-314263-9                         |
| 7  | 20 жовтня 2001  | ISBN 4-06-314277-9 ISBN 4-06-336342-2 (ЛВ) |
| 8  | 20 квітня 2002  | ISBN 4-06-314289-2                         |
| 9  | 18 грудня 2002  | ISBN 4-06-314310-4                         |
| 10 | 18 вересня 2003 | ISBN 4-06-314328-7                         |

Оновлене видання
| № | Японською      | Японською              | Українською    | Українською            |
| № | Дата виходу    | ISBN                   | Дата виходу    | ISBN                   |
| - | -------------- | ---------------------- | -------------- | ---------------------- |
| 1 | 23 квітня 2015 | ISBN 978-4-06-377201-2 | 1 жовтня 2022  | ISBN 978-617-7885-40-4 |
| 2 | 23 квітня 2015 | ISBN 978-4-06-377202-9 | 19 червня 2023 | ISBN 978-617-7885-64-0 |
| 3 | 22 травня 2015 | ISBN 978-4-06-377203-6 | 19 червня 2024 | ISBN 978-617-7885-75-6 |
| 4 | 22 травня 2015 | ISBN 978-4-06-377204-3 | —              | —                      |
| 5 | 23 червня 2015 | ISBN 978-4-06-377210-4 | —              | —                      |
| 6 | 23 червня 2015 | ISBN 978-4-06-377211-1 | —              | —                      |

#### «Академія Блам!»
«Blame! Academy (яп. ブラム学園!, Бураму Ґакуен!)» — спіноф-манґа, написана і проілюстрована Ніхеєм Цутому. Сюжет відбувається у тому самому Місті, що і «Блам!». Це пародійна комедія про різних персонажів з основного твору «Блам!», що відбувається у традиційній японській школі. Різні елементи сюжету «Блам!» обігруються як пародія, як наприклад стосунки між Кіллі та Шібо чи Домочевським та Іко. Цей спіноф друкувався нерегулярно у журналі «Afternoon». Скомпонований том під назвою «Академія Блам! і так далі (яп. ブラム学園! アンドソーオン, Бураму Ґакуен! андо со: он)» був виданий Kodansha 19 вересня 2008 року.

### Повнометражний фільм
Плани зі створення повнометражного 3D фільму були оголошені у 2007 році. Проте цей запропонований проєкт 3D фільму не вийшов вчасно; найняті студії Micott та Basara збанкрутували у 2011 році.
У листопаді 2015 року було оголошено, що манґа матиме повнометражну аніме-адаптацію. Фільм режисував Сешіта Хіроюкі, сценарій писав Ніхей Цутому та Мурай Садаюкі. За анімацію відповідала студія Polygon Pictures, за дизайн персонажів — Моріяма Юкі. Фільм вийшов глобально на стримінг-платформі Netflix 20 травня 2017 року.